# U-55 (1939)
| U-55                                   | U-55 | U-55 |
| -------------------------------------- | --- | --- |
|                                        | | |
|                                        | | |
| Підводний човен U-52, аналогічний U-55 | | |
| Під прапором                           | Третій Рейх | Третій Рейх |
| Спуск на воду                          | 19 жовтня 1939 року | 19 жовтня 1939 року |
| Виведений зі складу флоту              | 21 листопада 1939 року | 21 листопада 1939 року |
| Сучасний статус                        | 30 січня 1940 року знищений неподалік від Шетландських островів у ході узгодженої атаки французьких есмінців «Гепард», «Вальмі», британських есмінця «Вітшед», шлюпа «Фовей» та протичовнового літака Short Sunderland | 30 січня 1940 року знищений неподалік від Шетландських островів у ході узгодженої атаки французьких есмінців «Гепард», «Вальмі», британських есмінця «Вітшед», шлюпа «Фовей» та протичовнового літака Short Sunderland |
| Проєкт                                 | | |
| Тип ПЧ                                 | Торпедний ДПЧ | Торпедний ДПЧ |
| Розробник проєкту                      | Friedrich Krupp Germaniawerft, Кіль | Friedrich Krupp Germaniawerft, Кіль |
| Вартість                               | 4 439 000 ℛℳ | 4 439 000 ℛℳ |
| Основні характеристики                 | | |
| Швидкість (надводна)                   | 17,9 вузла | 17,9 вузла |
| Швидкість (підводна)                   | 8 вузлів | 8 вузлів |
| Робоча глибина занурення               | 100 м | 100 м |
| Гранична глибина занурення             | 220 м | 220 м |
| Автономність плавання                  | 135—174 км на швидкості 4 вузли (в підводному положенні) 11 470 км на швидкості 10 вузлів (у надводному положенні) | 135—174 км на швидкості 4 вузли (в підводному положенні) 11 470 км на швидкості 10 вузлів (у надводному положенні) |
| Екіпаж                                 | 44—60 осіб | 44—60 осіб |
| Розміри                                | | |
| Довжина найбільша (по КВЛ)             | 66,5 м | 66,5 м |
| Ширина корпусу найб.                   | 6,2 м | 6,2 м |
| Середня осадка (по КВЛ)                | 4,74 м | 4,74 м |
| Водотоннажність надводна               | 753 т | 753 т |
| Озброєння                              | | |
| Артилерія                              | 1 × 88-мм палубна гармата SK C/35 1 × 20-мм зенітна гармата FlaK 30 Flakvierling | 1 × 88-мм палубна гармата SK C/35 1 × 20-мм зенітна гармата FlaK 30 Flakvierling |
| Торпедно- мінне озброєння              | 4 носових і один кормовий ТА. 14 торпед або 26 мін TMA або 39 мін TMB | 4 носових і один кормовий ТА. 14 торпед або 26 мін TMA або 39 мін TMB |

U-55 — німецький підводний човен типу VII B, що входив до складу Військово-морських сил Третього Рейху за часів Другої світової війни. Закладений 2 листопада 1938 року на верфі Friedrich Krupp Germaniawerft у Кілі. Спущений на воду 19 жовтня 1939 року, а 21 листопада 1939 року корабель увійшов до складу ВМС нацистської Німеччини. Єдиним командиром човна був капітан-лейтенант Вернер Гайдель.

## Історія служби
U-55 належав до німецьких підводних човнів типу VII B, найчисленнішого типу субмарин Третього Рейху, яких випущено 703 одиниці. Підводний човен здійснив лише один бойовий похід в Атлантичний океан, під час якого потопив 6 суден противника сумарною водотоннажністю 15 853 брутто-реєстрові тонни.
30 січня 1940 року знищений у Кельтському морі південно-західніше від британських островів Сіллі у ході узгодженої атаки глибинними бомбами французьких есмінців «Гепард», «Вальмі», британських есмінця «Вітшед», шлюпа «Фовей» та протичовнового літака Short Sunderland. Капітан-лейтенант Гайдель загинув, проте решту 41 члена екіпажу врятували і взяли в полон.

## Перелік уражених U-55 суден у бойових походах
| №                                                      | Дата          | Назва     | Тип                | Належність      | Водотоннажність (брт) | Вантаж                                                                                    | Конвой        | Результат та координати                                              | Наслідки атаки для екіпажу          | Прим. |
| ------------------------------------------------------ | ------------- | --------- | ------------------ | --------------- | --------------------- | ----------------------------------------------------------------------------------------- | ------------- | -------------------------------------------------------------------- | ----------------------------------- | ----- |
| Перший похід (16.01—30.01.1940, 15 діб; Кіль—загибель) |               |           |                    |                 |                       |                                                                                           |               |                                                                      |                                     |       |
| 1                                                      | 18 січня 1940 | Foxen     | суховантажне судно | Швеція          | 1304                  | вугілля                                                                                   |               | потоплено 58°52′ пн. ш. 0°22′ зх. д. / 58.867° пн. ш. 0.367° зх. д.  | 19 (17 загиблих та 2 вцілілих)      |       |
| 2                                                      | 19 січня 1940 | Telnes    | суховантажне судно | Норвегія        | 1694                  | генеральні вантажі                                                                        |               | потоплено 60°00′ пн. ш. 4°00′ зх. д. / 60.000° пн. ш. 4.000° зх. д.  | 18 (18 загиблих та жодного вціліло) |       |
| 3                                                      | 21 січня 1940 | Andalusia | суховантажне судно | Швеція          | 1357                  | генеральні вантажі                                                                        |               | потоплено 58°30′ пн. ш. 8°00′ зх. д. / 58.500° пн. ш. 8.000° зх. д.  | 21 (усі загинули)                   |       |
| 4                                                      | 22 січня 1940 | Segovia   | суховантажне судно | Норвегія        | 1387                  | 750 тонн генеральних вантажів, у тому числі 140 тонн олії, 45 тонн корку, вина та горіхів |               | потоплено 58°00′ пн. ш. 8°45′ зх. д. / 58.000° пн. ш. 8.750° зх. д.  | 21 (усі загинули)                   |       |
| 5                                                      | 30 січня 1940 | Vaclite   | танкер             | Велика Британія | 5026                  | баласт                                                                                    | Конвой OA 80G | потоплений 49°20′ пн. ш. 7°04′ зх. д. / 49.333° пн. ш. 7.067° зх. д. | 35 (усі вціліли)                    |       |
| 6                                                      | 30 січня 1940 | Keramiai  | суховантажне судно | Греція          | 5085                  | баласт                                                                                    | Конвой OA 80G | потоплений 48°37′ пн. ш. 7°46′ зх. д. / 48.617° пн. ш. 7.767° зх. д. | 29 (1 загинув та 28 вціліли)        |       |